# Geometrie algebrică

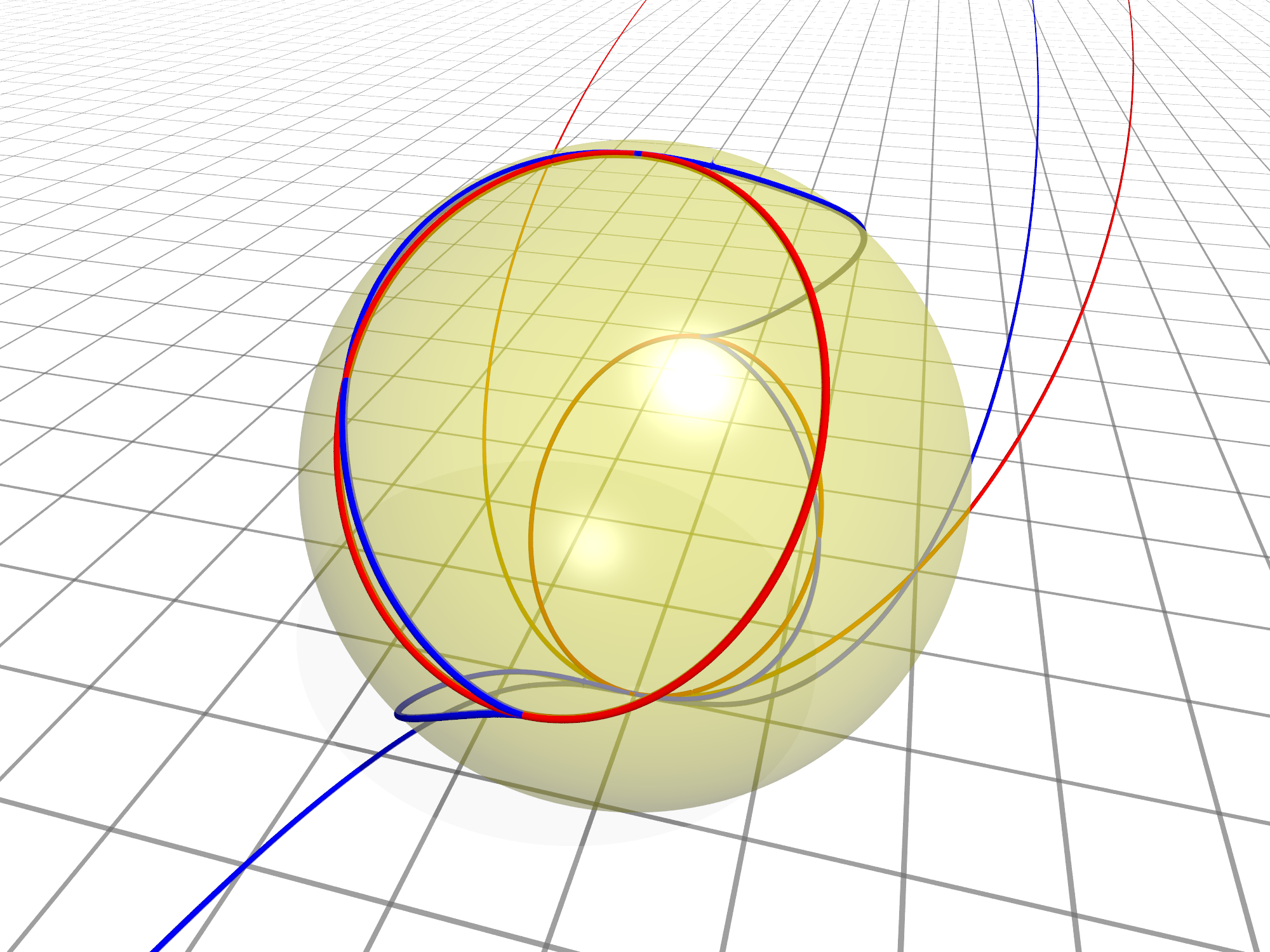
Parabola (y = x^{2}, în roșu) și cubica (y = x^{3}, în albastru) într-o proiecție spațială bine sugerată, dar bidimensional.

Geometria algebrică este o ramură a matematicii, care, așa cum numele o sugerează, combină algebra, în special algebra comutativă cu geometria. Geometria algebrică poate fi înțeleasă ca studiul unui grup de soluții al sistemelor de ecuații algebrice. Atunci când există mai mult de o variabilă, considerente de natură geometrică intră "în joc", înțelegerea fenomenului fiind importantă. S-ar putea spune că subiectul abia începe acolo unde rezolvarea ecuațiilor se termină. De asemenea, se poate argumenta că este la fel de importantă găsirea ansamblului tuturor soluțiilor posibile ale unui sistem de ecuații ca și găsirea unei singure soluții. Oricum, aceste considerente conduc la interpretări subtile și de natură filozofică a matematicii, atât conceptual cât și tehnic. 

## Zero-urile polinoamelor simultane
În geometria algebrică clasică, obiectul esențial al interesului îl reprezintă grupul tuturor punctelor care satisfac simultan una sau mai multe ecuații polinomiale. Spre exemplificare, sfera tridimensională în spațiul euclidian tridimensional {\displaystyle \mathbb {R} ^{3}} poate fi definită ca mulțimea tuturor punctelor {\displaystyle (x,y,z)} care satisfac ecuația: 
{\displaystyle x^{2}+y^{2}+z^{2}-1=0.\,}
Astfel, un cerc "înclinat" în {\displaystyle \mathbb {R} ^{3}} poate fi definit ca mulțimea tuturor punctelor {\displaystyle (x,y,z)} care satisfac simultan următoarele două ecuații polinomiale: 
{\displaystyle x^{2}+y^{2}+z^{2}-1=0,\,}
{\displaystyle x+y+z=0.\,}

## Varietăți afine
Spațiul afin peste un corp {\displaystyle k\,} este produsul cartezian {\displaystyle k^{n}\,}, unde {\displaystyle n\in \mathbb {N} \,} denotă dimensiunea spațiului. Punctele lui {\displaystyle k^{n}\,} pot fi exprimate in coordonate {\displaystyle (x_{1},...,x_{n})\,}.
O varietate afină⁠(d) este o submulțime a lui {\displaystyle k^{n}\,}, ale cărei puncte sunt zerourile simultane ale unei colecții de polinoame în {\displaystyle n\,} variabile. Mai exact, dacă {\displaystyle \{f_{\alpha }(x_{1},...,x_{n})\}\,} este o colecție de polinoame, atunci o varietate afină este
{\displaystyle V=\{(x_{1},...,x_{n})|f_{\alpha }(x_{1},...,x_{n})=0,\forall \alpha \}}.
Dacă punctele unei varietăți {\displaystyle V\,} sunt zerourile unei colecții de polinoame {\displaystyle \{f_{\alpha }(x_{1},...,x_{n})\}\,}, atunci ele sunt zerourile oricărui polinom din idealul general de polinoamele {\displaystyle \{f_{\alpha }(x_{1},...,x_{n})\}\,}. Acest ideal se notează cu {\displaystyle I(V)\,} și se numește idealul varietății {\displaystyle V\,}.
Reciproc, pornind de la un ideal de polinoame {\displaystyle I\,}, varietatea punctelor care satisfac simultan toate polinoamele din {\displaystyle V\,} se notează cu {\displaystyle V(I)\,}. Relația dintre ideale și varietăți este completată de teorema zerourilor a lui Hilbert⁠(d) (germană: Nullstellensatz), care afirmă că pentru un ideal de polinoame {\displaystyle J\,},
{\displaystyle I(V(J))={\sqrt {J}}},
unde cu {\displaystyle {\sqrt {J}}\,} este notat radicalul lui {\displaystyle J\,}. De asemenea, pentru orice varietate {\displaystyle W\,} are loc relația
{\displaystyle V(I(W))=W.\,}
Varietățile afine sunt chiar mulțimile închise din topologia Zariski⁠(d).

## Funcții regulate
O funcție regulată pe o varietate algebrică {\displaystyle V\subset k^{n}\,} este restricția la {\displaystyle V\,} a unei funcții polinomiale pe {\displaystyle k^{n}\,} (adică a unui polinom in {\displaystyle n\,} variabile cu coeficienți în {\displaystyle k\,}). Prin definiție, polinoamele din idealul {\displaystyle I(V)\,} se anulează pe întregul {\displaystyle V\,}. De aceea, este mai firesc ca funcțiile regulate pe {\displaystyle V\,} să fie privite modulo {\displaystyle I(V)\,}.
Astfel, funcțiile regulate pe {\displaystyle V\,} formează un inel, a cărui definiție formală este
{\displaystyle k[V]:=k[x_{1},...,x_{n}]/I(V).\,}
De exemplu, dacă {\displaystyle V=k^{n}\,}, atunci {\displaystyle I(V)=(0)\,} și astfel {\displaystyle k[V]=k[x_{1},...,x_{n}]\,}. 
Dacă {\displaystyle V\,} este un singur punct {\displaystyle (a_{1},...,a_{n})\,}, atunci {\displaystyle I(V)=(x_{1}-a_{1},...,x_{n}-a_{n})\,} și atunci {\displaystyle k[V]\cong k}.